# ليو بوست
ليو بوست (بالإنجليزية: Lew Post)‏ هو لاعب كرة قاعدة أمريكي، ولد في 12 أبريل 1875 في وودلاند في الولايات المتحدة، وتوفي في 21 أغسطس 1944 في شيكاغو في الولايات المتحدة.